# Matěj Pomahač
Matěj Pomahač (* 30. dubna 1984) je český politik a zemědělský konzultant, od listopadu 2024 spolupředseda Zelených, od roku 2020 zastupitel městské části Praha 16.

## Život
Středoškolské vzdělání získal v letech 1999 až 2003 na Pražském humanitním gymnáziu. V letech 2003 až 2007 poté získal bakalářský titul na Fakultě humanitních studií Univerzity Karlovy, v roce 2011 na téže fakultě získal rovněž magisterský titul. V roce 2022 zahájil studium na Farmářské škole ekologického a biodynamického zemědělství. V červnu 2020 se stal konzultantem zemědělských technologií, dříve se profesně uváděl jako živnostník, personalista a sociolog.
V komunálních volbách v roce 2018 kandidoval jako člen Zelených do Zastupitelstva městské části Praha 16, a to na kandidátce subjektu „Společně pro Radotín – TOP 09, KDU-ČSL a Zelení“. Zvolen však nebyl, skončil jako třetí náhradník. V listopadu 2020 pak na mandát zastupitele rezignoval Luděk Sedlák, první náhradník již v roce 2019 ztratil volitelnost a druhá náhradnice se mandátu vzdala. Novým zastupitelem městské části se tak stal Pomahač. Vzhledem k povinné karanténě kvůli nemoci covid-19 mohl složit zastupitelský slib až v lednu 2021. Ve volbách v roce 2022 mandát obhájil, opět jako člen Zelených na kandidátce subjektu „Společně pro Radotín“ (tj. TOP 09, KDU-ČSL, Zelení a nezávislí kandidáti).
Členem Zelených je od roku 2018, na jaře 2024 se stal i členem předsednictva strany. V listopadu 2024 byl zvolen spolupředsedou Strany zelených poté, co na své funkce rezignovala předešlá spolupředsednická dvojice ve složení Michal Berg a Magdaléna Davis. Ve volbě přitom neměl protikandidáta.
Je mj. aktivním přispěvatelem v Deníku Referendum.